# Batalha do Cabo de São Vicente (1780)
A Batalha do Cabo de São Vicente foi uma batalha naval que teve lugar ao largo da costa sul de Portugal no dia 16 de Janeiro de 1780 durante a Guerra da Independência Americana.  Uma frota britânica comandada pelo almirante George Brydges Rodney, derrotou uma esquadra espanhola liderada por Dom Juan de Lángara. Por vezes, a batalha também é referida como a Batalha do Luar, pois não era habitual que as batalha navais da época  ocorressem à noite. Foi, também, a primeira grande vitória naval para dos britânicos sobre os seus inimigos europeus naquela guerra,  demonstrando a importância de revestir os cascos dos navios com cobre.
O almirante Rodney estava a escoltar uma frota de navios de abastecimento para fazer face ao cerco espanhol que decorria em Gibraltar, com uma frota de vinte navios de linha, quando se deparou com a esquadra de Lángara a sul do Cabo de São Vicente. Quando Lángara reparou na dimensão da frota britânica, tentou rumar para a cidade de Cádiz em busca de abrigo, mas os navios britânicos foram em sua perseguição. Numa batalha que teve início a meio da tarde até depois da meia-noite, os britânicos capturaram quatro navios espanhóis incluindo o navio-almirante de Lángara.  Foram capturados mais dois navios, mas não se sabe o seu destino: algumas fontes espanholas indicam que foram recapturadas pela tripulação espanhola, enquanto os relatórios de Rodney referem que os dois navios foram aprisionados e destruídos.
Depois da batalha, Rodney abasteceu Gibraltar e Minorca antes de prosseguir para a base das Índias Ocidentais. Lángara foi colocado em liberdade condicional, e foi promovido a tenente-general por Carlos III de Espanha.

## Antecedentes
Um dos principais objectivos de Espanha depois de esta ter entrado na Guerra da Independência dos Estados Unidos, em 1779, era a recuperação de Gibraltar, a qual tinha sido capturada pela Inglaterra em 1704. Os espanhóis planearam tomar Gibraltar através de um cerco à guarnição que incluía tropas britânicas e do e do Eleitorado de Hanôver. O cerco começou, formalmente, em Junho de 1779, com os espanhóis a estabelecerem um bloqueio terrestre à volta do  Rochedo de Gibraltar. O bloqueio naval que se seguiu era, em comparação, fraco, e os britânicos descobriram que pequenas embarcações rápidas podiam fazer sair as tropas sitiadas, enquanto os grandes navios de abastecimento não. No final de 1779, contudo, os mantimentos em Gibraltar estavam a esgotar-se, e o seu comandante, general George Eliott, pediu ajuda a Londres.
Um comboio de abastecimentos foi organizado e, no final de Dezembro de 1779, partiu de Inglaterra uma frota de grande dimensão, sob o comando do almirante Sir George Brydges Rodney. Apesar das ordens superiores que Rodney serem de comandar a frota das Índias Ocidentais, ele tinha instruções secretas de, primeiramente, reabastecer Gibraltar e Minorca. A 4 de Janeiro 1780, a frota que se dirigia para as Índias Ocidentais virou para oeste. Rodney ficou no comando de 19 navios de linha, que deveriam acompanhar os navios de abastecimento que se dirigiam para Gibraltar.
A 8 de Janeiro de 1780, os navios da frota de Rodney avistaram um conjunto de velas. De imediato o navio mais rápido da frota, um couraçado, iniciou uma perseguição àqueles navios concluindo tratar-se de um comboio de mercadorias espanhol protegido por um único navio-de-linha e várias fragatas. Todo o comboio foi capturado, e  o navio de linha Guipuzcoana desceu as suas bandeiras em sinal de rendição após uma dura troca de tiros. O Guipuzcoana foi renomeado para Príncipe Guilherme, em honra do Príncipe Guilherme, o terceiro filho do rei, que servia como aspirante na frota. Depois da captura, Rodney destacou o America e a fragata Pearl para escoltar a maioria dos navios até Inglaterra; o Príncipe Guilherme juntou-se à frota, tal como alguns dos navios de mercadorias para abastecerem a guarnição em  Gibraltar. A 12 de Janeiro, o Dublin, que tinha ficado com parte do seu mastro principal destruído em 3 de Janeiro, sofreu novos danos e sinalizou a situação com o hastear de uma bandeira. Assistido pelo  Shrewsbury, dirigiu-se para Lisboa em 16 de Janeiro.
Entretanto, os espanhóis ficaram a saber sobre a operação de ajuda dos britânicos. Da esquadra de bloqueio, uma frota de 11 navios de linha comandadas pelo almirante Juan de Lángara foi enviada para interceptar o comboio de Rodney, e, em simultâneo, a frota do almirante Luis de Córdova em Cádis também recebeu ordens para os tentar capturar. No entanto, ao saber da dimensão da frota de Rodney, Córdova regressou a Cádis em vez de os perseguir. A 16 de Janeiro, as frotas de Lángara e Rodney avistaram-se mutuamente por volta da 1h00, a sul do Cabo de São Vicente, o ponto mais a sudoeste de Portugal. O tempo estava nublado, com ondas fortes e rajadas de vento ocasionais.

## Batalha

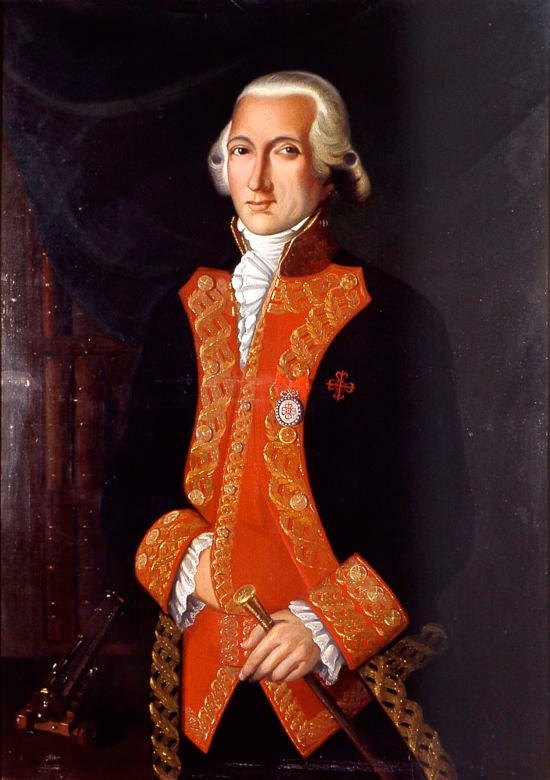
Don Juan de Lángara, retrato de pintor anónimo

Rodney, por estar doente, ficou no seu beliche durante a batalha. O seu capitão, Walter Young, pressionou Rodney para que este desse instruções para entrar em combate quando a frota espanhola foi avistada, mas Rodney apenas ordenou que se formasse uma linha. Lángara começou a formar uma linha de batalha, mas, quando se apercebeu da dimensão da frota de Rodney, ordenou que se rumasse em direcção a Cádis. Pelas 14h00, quando Rodney teve a certeza de que os navios avistados não eram parte de uma vanguarda de uma frota mais numerosa, deu ordem para uma perseguição. As instruções dadas por Rodney iam no sentido de uma perseguição à melhor velocidade, e atacar os navios espanhóis pela retaguarda à medida que se iam aproximando. Também receberem ordens para navegarem junto à costa para interferir nas tentativas dos navios espanhóis de alcançarem a segurança nos portos, uma táctica que também dificultava a abertura das portas  dos canhões dos níveis mais baixos dos navios. Por causa dos cascos reforçados a cobre que reduzia o atrito do navio com a água do mar), os navios da Marinha Real Britânica eram mais rápidos e depressa alcançaram a frota espanhola.
A perseguição durou duas horas, e a batalha teve, finalmente, o seu início por voltas das 16h00. O Santo Domingo, a navegar do lado direito da frota espanhola, recebeu os primeiros disparos do Eda, Marlborough e Ajax antes de explodir, às 16h40, com a perda de toda a tripulação excepto um elemento. Depois, o Marlborough e o Ajax passaram pelo Princessa para atacar outros navios espanhóis. O Princessa acabou por ser atacado numa batalha que durou uma hora com o Bedford, antes de se render por volta das 17h30. Às 18h00 começou a escurecer, e a bordo do Sandwich, o navio-almirante de Rodney teve início uma discussão sobre se se devia continuar com a perseguição. Apesar de em alguns relatos o capitão Young ser referido como aquele que forçou Rodney a tomar aquela decisão, o Dr. Gilbert Blane, médico da frota, reportou que a decisão tinha sido tomada pelo conselho.
A perseguição continuou no escuro da noite, ficando, mais tarde, conhecida como a "Batalha do Luar", dado ser pouco habitual continuar uma batalha após o pôr-do-sol. Pelas 19h30, o Defence aproximou-se do navio-almirante de Lángara, Fenix, dando início a uma luta de mais de uma hora. Ao mesmo tempo que era atacado pelo Defence, o Fenix sofreu os disparos do  Montagu e do Prince George que estavam de passagem; Lángara ficou ferido durante o confronto. o Fenix acabou por render-se ao Bienfaisant, que entretanto se tinha juntado à batalha, e que lhe destruiu o mastro principal. A tomada do Fenix complicou-se devido a um surto de varíola a bordo do Bienfaisant. O capitão John MacBride, em vez de enviar uma tripulação, informou Lángara da situação e colocou-os em situação de liberdade condicional.

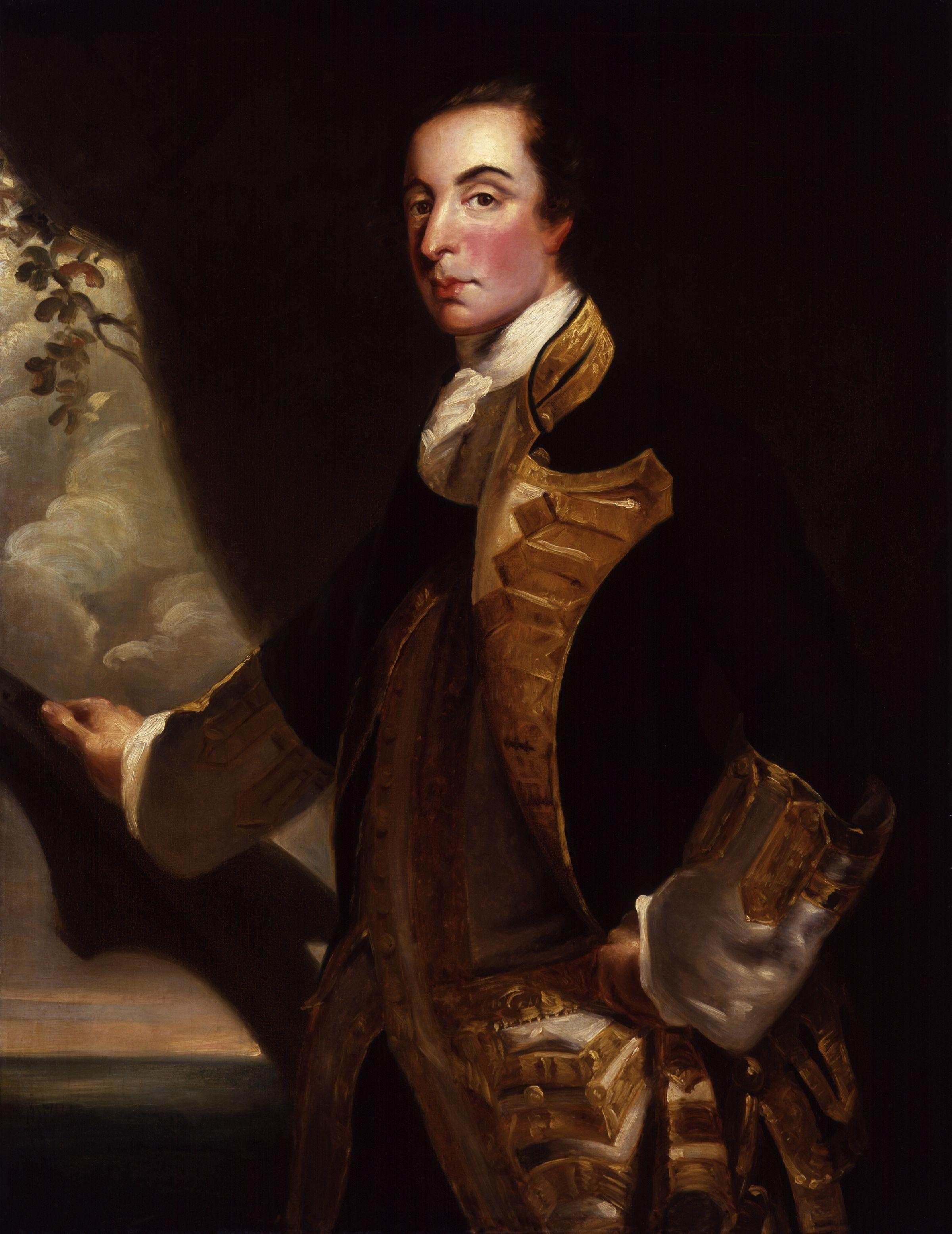
Almirante Sir George Rodney, retratado por Sir Joshua Reynolds (data desconhecida).

Às 21h15, o Montagu atacou o Diligente, que ficou fora de acção depois de o seu mastro principal ter sido derrubado. Por volta das 23h00, o San Eugenio rendeu-se após todos os seus mastros terem sido destruídos pelo Cumberland, mas devido à situação do mar, só de manhã é que as forças britânicas conseguiram entrar no navio espanhol. Entretanto, o Culloden e o Prince George,  atacavam o San Julián que se rendeu à 1h00. O último navio  espanhol a entregar-se foi o Monarca que por pouco que escapava depois de ter atingido o topo do mastro do Alcide, mas que acabou por ser apanhado pela fragata HMS Apollo. A Apollo conseguiu manter o Monarca debaixo de fogo até à chegada do navio-almirante de Rodney, Sandwich, pelas 2h00. O Sandwich ainda disparou sobre o navio espanhol sem se dar conta de que este já tinha arriado a sua bandeira.
Os britânicos aprisionaram seis navios. Quatro navios-de-linha espanhóis e as duas fragatas da frota escaparam, apesar de as fontes não serem claras sobre se os dois navios espanhóis estavam presentes na altura da batalha. O relatório de Lángara refere que o San Justo e o San Genaro não faziam parte da ordem de batalha (embora fizessem parte da sua frota, segundo os registos espanhóis). O relatório de Rodney diz que o San Justo escapou com danos, e que o San Genaro escapou ileso. De acordo com outro relatório, dois dos navios de Lángara (não são referidos quais) tinham sido enviados para investigar algumas velas não identificadas, algum tempo antes da batalha.

## Rescaldo
Quando o dia começou a clarear, ficou claro que a frota britânica e os navios espanhóis feitos prisioneiros se encontravam perigosamente junto da costa, e que soprava uma brisa em direcção a terra. Um dos navios prisioneiros, o San Julián, segundo Rodney, estava demasiado danificado e foi afundado. Em relação a outro, o San Eugenio, não se sabe o destino. Algumas fontes referem que também ele foi afundado, mas outras dizem que a sua tripulação tomou o controlo sobre o navio e conseguiu chegar a Cádis. Uma história espanhola conta que a tripulação feita prisioneira pediu aos seus captores que os deixassem fugir. Os capitães espanhóis teriam tomado o controlo dos seus navios, prendido as tripulações britânicas, e navegado para Cádis.

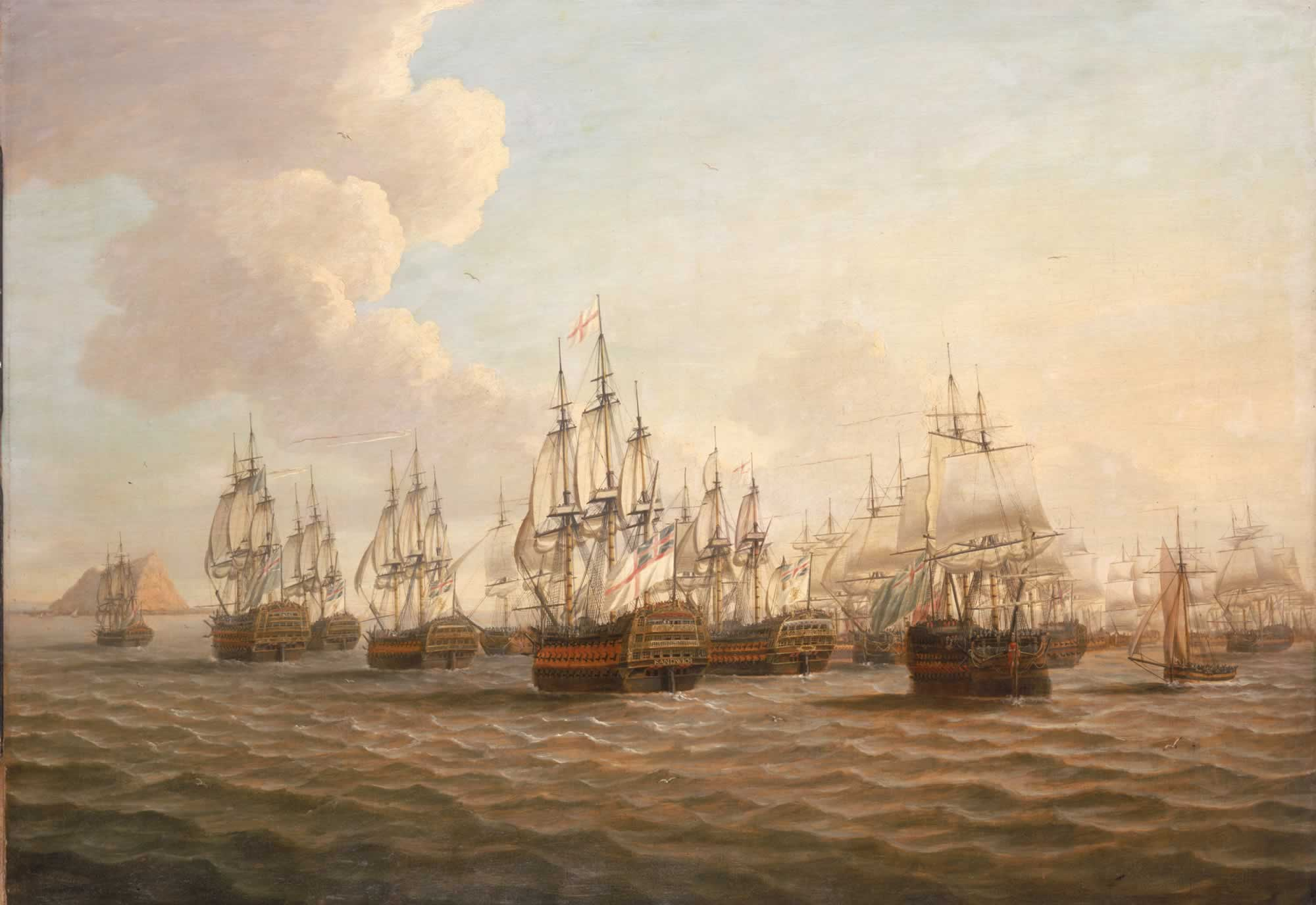
Frota de Rodney a Recolher os Seus Troféus Depois da Batalha do Luar, 16 de Janeiro de 1780, por Dominic Serres (data desconhecida). A pintura retrata a frota britânica com os navios espanhóis capturados ao centro.

De acordo com os britânicos, as suas baixas foram de 32 mortos e 102 feridos. O comboio de reabastecimento rumou em direcção a Gibraltar em 19 de Janeiro, forçando a saída da pequena força de bloqueio a procurar refúgio em Algeciras. Rodney chegou alguns dias mais tarde depois de parar em Tânger. Os prisioneiros espanhóis feridos, incluindo o almirante Lángara, ficaram naquela cidade, e a guarnição britânica foi entusiasticamente recebida devido à chegada de mantimentos e da presença do príncipe Guilherme Henrique. Depois de ter, também, abastecido Minorca, Rodney navegou para as Índias Ocidentais em Fevereiro, separando parte da frota para cumprirem serviço no Canal da Mancha. Rumo ao Canal, este destacamento interceptou uma frota francesa a caminho das Índias Orientais, e capturou um dos navios de guerra e três de mercadorias. Gibraltar foi abastecido por mais duas vezes antes de o cerco ser levantado no final da guerra em 1783.
O almirante Lángara e outros oficiais espanhóis acabaram por ser libertados condicionalmente; Lángara recebeu uma promoção a tenente-general. Continuou a sua distinta carreira, tornando-se ministro da Marinha durante as Guerras revolucionárias francesas.
O almirante Rodney foi aclamado pela sua vitória, a primeira grande vitória na guerra da Marinha Real sobre os adversários europeus. Rodney distinguiu-se mais vezes durante o resto da guerra, nomeadamente em 1782, na Batalha de Saintes, na qual capturou o almirante francês conde de Grasse. No entanto, foi criticado pelo capitão Young como sendo fraco e indeciso na batalha com Lángara. (Ele também foi repreendido pelo Almirantado por ter deixado um navio-de-linha em Gibraltar, contra as suas ordens expressas.) As observações de Rodney sobre a protecção extra com cobre dos cascos dos navios na vitória, foram de grande influência junto da decisão do Almirantado Britânico para a expandir de forma mais alargada.

## Ordem de batalha
Nenhuma das fontes no artigo dá uma informação correcta sobre os navios da frota de Rodney na altura da batalha. Robert Beatson lista a composição da frota quando esta partiu de Inglaterra, e refere quais os navios que se separaram em direcção às Índias Ocidentais, tais como aqueles que regressaram com os navios espanhóis capturados a Inglaterra. Beatson não inclui dois navios (Dublin e Shrewsbury, identificados em despachos reeditados por Syrett) que se separaram da frota a 13 de Janeiro. Para além disso, o HMS Prince William é, por vezes, referido como tendo feito parte da escolta aos navios aprisionados até Inglaterra, mas estava presente em Gibraltar depois da batalha. Beatson também não enumera várias fragatas, incluindo a Apollo, que teve um papel de destaque na captura do Monarca.
| Frota britânica | Frota britânica | Frota britânica | Frota britânica                                                          | Frota britânica | Frota britânica | Frota britânica |
| Navio | Categoria       | Armamento       | Comandante                                                               | Baixas          | Baixas          | Baixas          |
| Navio | Categoria       | Armamento       | Comandante                                                               | Mortos          | Feridos         | Total           |
| --- | --------------- | --------------- | ------------------------------------------------------------------------ | --------------- | --------------- | --------------- |
| Sandwich | 2ª              | 90              | Almirante do Branco Sir George Rodney (comandante da frota) Walter Young | 0               | 0               | 0               |
| Royal George | 1ª              | 100             | Contra-almirante do Azul Robert Digby John Bourmaster                    | 0               | 0               | 0               |
| Prince George | 2ª              | 90              | Contra-almirante do Azul Sir John Lockhart-Ross Philip Patton            | 1               | 3               | 4               |
| Ajax | 3ª              | 74              | Capitão Samuel Uvedale                                                   | 0               | 6               | 6               |
| Alcide | 3ª              | 74              | Capitão John Brisbane                                                    | 0               | 0               | 0               |
| Bedford | 3ª              | 74              | Edmund Affleck                                                           | 3               | 9               | 12              |
| Culloden | 3ª              | 74              | George Balfour                                                           | 0               | 0               | 0               |
| Cumberland | 3ª              | 74              | Joseph Peyton                                                            | 0               | 1               | 1               |
| Defence | 3ª              | 74              | James Cranston                                                           | 10              | 12              | 22              |
| Edgar | 3ª              | 74              | John Elliot                                                              | 6               | 20              | 26              |
| Invincible | 3ª              | 74              | S. Cornish                                                               | 3               | 4               | 7               |
| Marlborough | 3ª              | 74              | Taylor Penny                                                             | 0               | 0               | 0               |
| Monarch | 3ª              | 74              | Adam Duncan                                                              | 3               | 26              | 29              |
| Montagu | 3ª              | 74              | John Houlton                                                             | 0               | 0               | 0               |
| Resolution | 3ª              | 74              | Sir Chaloner Ogle                                                        | 0               | 0               | 0               |
| Terrible | 3ª              | 74              | John Leigh Douglas                                                       | 6               | 12              | 18              |
| Bienfaisant | 3ª              | 64              | John MacBride                                                            | 0               | 0               | 0               |
| Prince William | 3ª              | 64              | Unknown                                                                  |                 |                 |                 |
| Apollo | Fragata         | 32              | Philemon Pownoll                                                         |                 |                 |                 |
| Convert | Fragata         | 32              | Henry Harvey                                                             |                 |                 |                 |
| Triton | Fragata         | 28              | Skeffington Lutwidge                                                     |                 |                 |                 |
| Pegasus | Fragata         | 24              | John Bazely                                                              |                 |                 |                 |
| Porcupine | Fragata         | 24              | Lorde Hugh Seymour-Conway                                                |                 |                 |                 |
| Hyaena | Fragata         | 24              | Edward Thompson                                                          |                 |                 |                 |
| Informações de Beatson, pp. 232, 234, e Syrett, p. 274, excepto onde indicado. Os nomes completos dos capitães são de Syrett, p. 259. Os campos em branco na coluna das baixas indicam que não há informação para aquele navio. |                 |                 |                                                                          |                 |                 |                 |

Existem algumas discrepâncias entre as fontes inglesas e espanholas em relação à frota espanhola, nomeadamente no número dos canhões que equipavam cada navio. A tabela abaixo lista as fontes espanholas que descrevem a frota de Lángara. Beatson lista todos os navios-de-linha com 70 canhões, excepto o Fenix, o qual ele indica como tendo 80 canhões. Uma fragata, a Santa Rosalia, é listada por Beatson com 28 guns. A identificação da segunda fragata espanhola é diferente nas duas listas. Beatson regista-a como Santa Gertrudie, 26 canhões, com o capitão Don Annibal Cassoni, enquanto Duro descreve-a como Santa Cecilia, 34 canhões, capitão Don Domingo Grandallana. Ambas as fragatas, seja qual for a identidade delas, escaparam da batalha.
| Fenix                                                                         | 3ª      | 80 | Don Juan de Lángara (comandante da frota) Don Francisco Melgarejo | Capturado, 700 homens.                                                               |
| Princesa                                                                      | 3ª      | 74 | Don Manuel León                                                   | Capturado, 600 homens.                                                               |
| Diligente                                                                     | 3ª      | 74 | Don Antonio Albornoz                                              | Capturado, 600 homens.                                                               |
| Monarca                                                                       | 3ª      | 74 | Don Antonio Oyarvide                                              | Capturado, 600 homens.                                                               |
| Santo Domingo                                                                 | 3ª      | 74 | Don Ignacio Mendizábal                                            | Destruído.                                                                           |
| San Agustín                                                                   | 3ª      | 74 | Don Vicente Doz                                                   | Escapou.                                                                             |
| San Lorenzo                                                                   | 3ª      | 74 | Don Juan Araoz                                                    | Escapou com danos.                                                                   |
| San Julián                                                                    | 3ª      | 64 | Marqués de Medina                                                 | Capturado (600 homens), afundado ou reaproveitado.                                   |
| San Eugenio                                                                   | 3ª      | 74 | Don Antonio Damonte                                               | Capturado (600 homens), afundado ou reaproveitado.                                   |
| San Jenaro                                                                    | 3ª      | 74 | Don Félix de Tejada                                               | Não listado na linha de batalha de Lángara. Listado por Beatson como tendo escapado. |
| San Justo                                                                     | 3ª      | 74 | Don Francisco Urreiztieta                                         | Não listado na linha de batalha de Lángara. Listado por Beatson como tendo escapado. |
| Santa Cecilia                                                                 | Fragata | 34 | Don Domingo Grandallana                                           | Identificado como Santa Gertrudis por Beatson. Escapou.                              |
| Santa Rosalia                                                                 | Fragata | 34 | Don Antonio Ortega                                                | Escapou.                                                                             |
| Informações de Duro pp. 259, 263, and Beatson, p. 233, excepto onde indicado. |         |    |                                                                   |                                                                                      |